# Franc Miklošič
Franc Miklošič o Fran Miklošič (in tedesco: Franz von Miklosich) (Radomerščak, 29 novembre 1813 – Vienna, 7 marzo 1891) è stato un filologo e linguista sloveno.

## Biografia
Si laureò in filosofia all'Università di Graz e fu per un certo tempo professore di discipline filosofiche nella stessa università. Nel 1838 si iscrisse all'Università di Vienna, dove si laureò in giurisprudenza. Qui subì l'influenza del filologo e linguista sloveno Jernej Kopitar. Abbandonò gli studi di diritto e dedicò il resto della sua vita soprattutto allo studio delle lingue slave.
Nel 1844, ottenne un posto alla Biblioteca Imperiale di Vienna, dove rimase fino al 1862. Nel 1844 pubblicò una recensione della Grammatica comparativa di Franz Bopp, che attirò l'attenzione degli ambienti accademici viennesi. Questa pubblicazione fu la prima di una lunga serie di saggi, nei quali Miklošič diede prova di un'immensa erudizione. La sua opera segnò una rivoluzione nello studio delle lingue slave.
Nel 1849 Miklošič fu nominato primo professore della cattedra di filologia slava dell'Università di Vienna, che mantenne fino al 1886. Divenne membro dell'Accademia di Vienna, che lo nominò segretario della sezione storica e filosofica, membro del consiglio della pubblica istruzione e del Senato e corrispondente dell'Académie des inscriptions et belles-lettres. Non si occupò solo di lingue slave, ma anche di romeno, albanese, greco e romaní.

## Impegno politico
Nella Primavera dei popoli del 1848, Miklošič si impegnò attivamente nel movimento nazionale sloveno. Era presidente del circolo politico Slovenija, organizzato dagli studenti sloveni delle università di Graz e di Vienna. Insieme con Matija Majar e Lovro Toman, fu uno degli autori di una petizione politica per una Slovenia unita. Dopo il fallimento dei moti rivoluzionari, ritornò alla sua attività esclusivamente accademica.

## Opere principali
- Lexicon linguae slovenicae veteris dialecti, 1850 (1862-65 con il titolo Lexicon Palaeoslovenico-graeco-latinum)
- Vergleichende Grammatik der slavischen Sprachen, 4 Bde., 1852–75
- Vergleichende Formenlehre der slavischen Sprachen, 1856, consiste essenzialmente nel III volume di Vergleichende Grammatik, gli valse il premio Volney
- Monumenta Serbica Spectantia Historiam Serbiae, Bosniae, Ragusii, 1858 (Hg.)
- Die Bildung der slavischen Personennamen, 1860
- Etymologisches Wörterbuch der slavischen Sprachen, 1886
- Über die Mundarten und Wanderungen der Zigeuner Europas, 12 Tle., 1872-80.